# Чорногорія на літніх Олімпійських іграх 2024
Чорногорію на літніх Олімпійських іграх 2024 представляли дев'ятнадцять спортсменів у шести видах спорту.